# اقتصاد بودایی

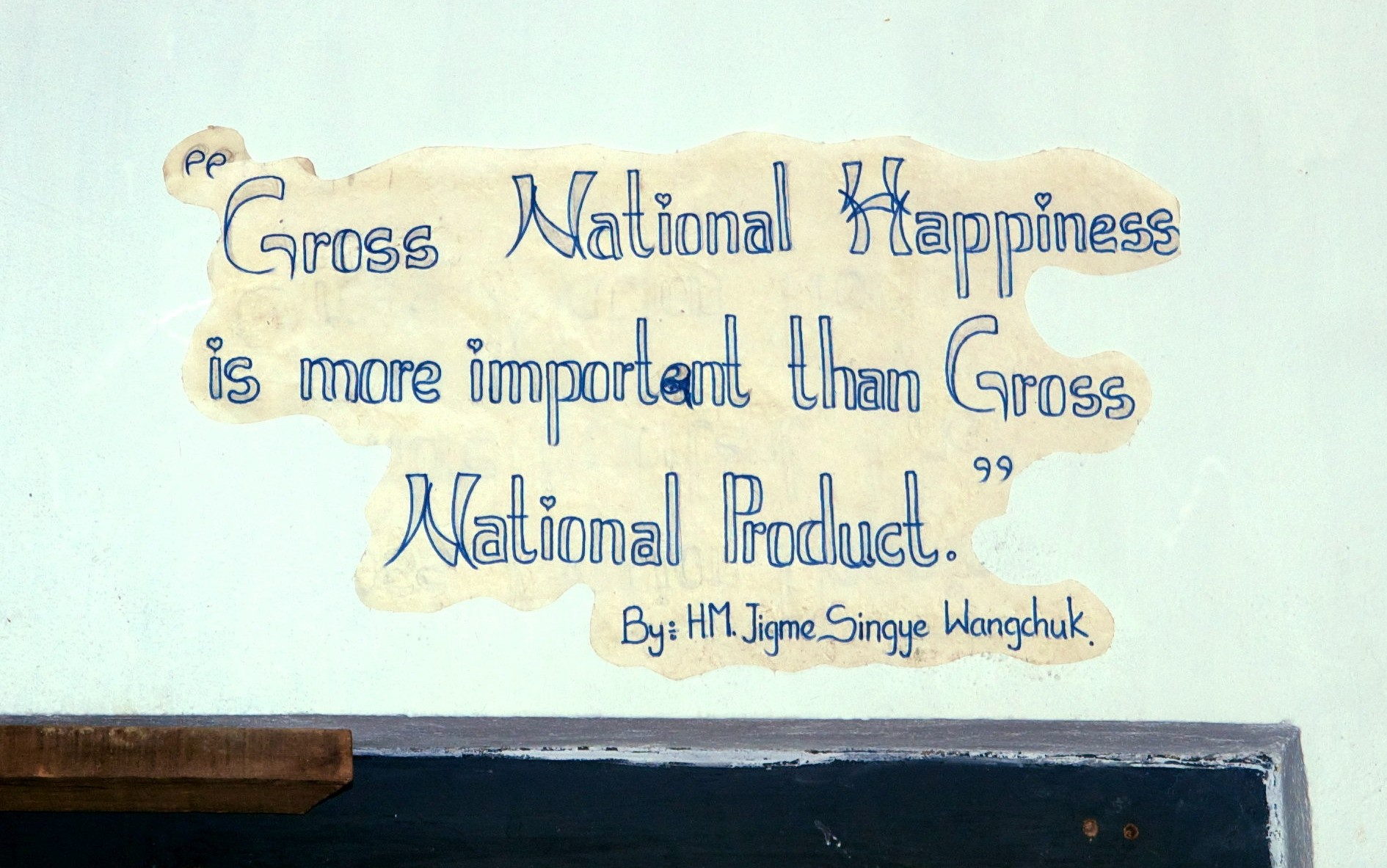
شعار در بوتان در مورد شادمانی ناخالص ملی در مدرسه هنرهای سنتی تیمفو.

علم اقتصاد بودایی یک روش معنوی و فلسفی برای مطالعه علم اقتصاد است. این رویکرد، روانشناسی ذهن انسان و احساساتی که فعالیت‌های اقتصادی را مسیر می‌دهند، به ویژه مفاهیمی مانند اضطراب، آرزوها و اصول خودشکوفایی را، بررسی می‌کند. از نظر حامیان این رویکرد، اقتصاد بودایی در تلاش است تا سردرگمی‌های موجود در مورد آنچه برای فعالیتهای مختلف انسانی از جمله تولید و مصرف کالاها و خدمات، مضر یا مفید است را ابهام زدایی کنید و در نهایت سعی دارد، در انسان‌های اخلاقی بالغ بار بیاورد. هدف یاد شده این ایدئولوژی «یافتن راه میانه بودا، بین یک جامعه کاملاً پیش پا افتاده و یک جامعه بی تحرک و متعارف» است.
اساسی‌ترین ویژگی اقتصاد بودایی دیدن «افراد با وابستگی میان یکدیگر و همچنین با طبیعت است».
نویل کاروناتیلاک، اقتصاددان سریلانکایی، می‌نویسد: «یک سیستم اقتصادی بودایی ریشه در توسعه یک تلاش مشترک و هماهنگ در زندگی گروهی دارد. خودخواهی و سودجویی باید پس از توسعه خود انسان از میان برود.» کاروناتیلاک اصول اقتصادی بودایی را به‌طور مثال زدنی در حکومت آشوکا، پادشاه بودایی می‌بیند.
پادشاه بوتان، Jigme Singye Wangchuck و دولت این کشور از سال ۱۹۷۲ مفهوم «شادمانی ناخالص ملی» (GNH) را بر اساس ارزشهای معنوی بودایی تبلیغ کرده‌اند و این مفهوم با سنجش توسعه کشور که با تولید ناخالص داخلی (GDP) اندازه‌گیری می‌شود، در مقابل یکدیگر قرار دارد. این نشان دهنده یک تعهد برای ساختن اقتصادی است که بتواند به جای توسعه مادی مانند اندازه‌گیری محض فقط با تولید ناخالص داخلی، به فرهنگ بوتان، بر اساس ارزشهای معنوی بودایی، خدمت کند.
کلر براون، استاد اقتصاد در ایالات متحده، چارچوبی را برای اقتصاد بودایی تنظیم می‌کند که رویکرد توانایی آمارتیا سن را با پایداری و رفاه مشترک ادغام می‌کند. در مدل اقتصاد بودایی او، ارزشگذاری عملکرد اقتصادی بر این اساس است که اقتصاد چگونه به خوبی کیفیت زندگی بالایی را به همه ارائه می‌دهد و در همین حین، از محیط زیست نیز محافظت به عمل می‌آورد. علاوه بر تولید داخلی (یا مصرف)، اندازه‌گیری عملکرد اقتصادی شامل عدالت، پایداری و فعالیت‌هایی است که به زندگی معنا می‌بخشد. رفاه فرد بیشتر از ثروت بیرونی (مادی)، به پرورش ثروت درونی (معنوی) بستگی دارد.
اقتصاد بودایی معتقد است که تصمیمات کاملاً منطقی تنها زمانی می‌تواند اتخاذ شوند که درک کنیم چه چیزی عقلانیت را ایجاد می‌کند. وقتی مردم متوجه می‌شوند چه اجزایی اشتیاق را می‌سازد، تشخیص می‌دهند که تمام ثروت موجود در جهان نیز نمی‌تواند آن را برآورده کند. وقتی افراد مفهوم جهانی ترس را درک می‌کنند، نسبت به همه موجودات دلسوزتر می‌شوند؛ بنابراین، این رویکرد معنوی به اقتصاد، به‌طور محض به نظریه‌ها و الگوها تکیه نمی‌کند، بلکه به نیروهای اساسی ذکاوت، همدلی و خویشتنداری متکی است. از دیدگاه یک بودایی، اقتصاد و سایر جریان‌های دانش از یکدیگر جدا نیستند. علوم اقتصاد یک جز واحد از تلاش مشترک برای رفع مشکلات بشریت است و اقتصاد بودایی برای دستیابی به یک هدف مشترک از کفایت اجتماعی، فردی و محیطی با آن کار می‌کند.

## تاریخ
اخلاق بودایی برای اولین بار در جریان اقتصاد ایالتی در زمان حکومت آشوکا، امپراطوری بودایی هندی، به کار گرفته شد (حدود ۲۶۸ تا ۲۳۲ قبل از میلاد). سلطنت آشوکا با برنامه‌های گسترده در کارهای خیرخواهانه و عمومی، که شامل تأسیس بیمارستان‌ها، خوابگاه‌ها، پارک‌ها و حفاظت از طبیعت را می‌شوند، مشهور است.
اصطلاح «اقتصاد بودایی» اولین بار توسط E. F. Schumacher در سال ۱۹۵۵ ابداع شد، زمانی که وی به عنوان مشاور اقتصادی یو نو، نخست‌وزیر سیاسی برمه‌ای، به کشور برمه سفر می‌کرد. این اصطلاح در مقاله وی به نام «اقتصاد بودایی» به کار رفته‌است، که برای اولین بار در سال ۱۹۶۶ در آسیا: یک کتابچه راهنما انتشار یافت، و در مجموعه تأثیرگذار او، «کوچک زیباست» (۱۹۷۳) مجدداً منتشر شد. این اصطلاح در حال حاضر توسط پیروان شوماخر (Schumacher) و توسط نویسندگان مدرسه بودایی تراوادا مانند Prayudh Payutt , Padmasiri De Silva، و Luang Por Dattajivo استفاده می‌شود.
اولین کنفرانس سکوی تحقیقاتی اقتصاد بودایی از ۲۳ تا ۲۴ اوت ۲۰۰۷ در بوداپست، مجارستان برگزار شد. دومین کنفرانس در دانشگاه اوبن راتچاتانی (Ubon Ratchathani University) تایلند از ۹ تا ۱۱ آوریل ۲۰۰۹ برگزار شد.

## دیدگاه‌های کلی در مورد اقتصاد
برخلاف اقتصاد سنتی، اقتصاد بودایی مراحلی پس از مصرف یک محصول را در نظر می‌گیرد و بررسی می‌کند که چگونه روندها بر سه جنبه در هم تنیدهٔ وجود انسان تأثیر می‌گذارند: فرد، جامعه و محیط. برای مثال، اگر در مصرف سیگار افزایشی وجود داشته باشد، اقتصاددانان بودایی سعی دارند تا نحوه تأثیر این افزایش بر میزان آلودگی محیط را رمزشکافی کنند، همچنین تأثیر آن بر افراد تحت تأثیر دود سیگاری‌ها و خود سیگاری‌ها و عوارض مختلف سلامتی که استعمال سیگار در پی دارد، بنابراین جنبه اخلاقی اقتصاد را در نظر می‌گیرند. جنبه اخلاقی آن تا حدی با نتایج حاصل از آن و بخشی نیز با کیفیتی که منجر به آن می‌شود، قضاوت می‌شود.
دیدگاه بودایی سه کارکرد را توصیف می‌کند: دادن فرصتی برای توسعه و استفاده از توانایی انسان، غلبه بر بزرگ نمایی خود به وسیله درگیری با افراد دیگر در انجام وظایف رایج و عرضه کردن کالا و خدمات مورد نیاز برای وجودیتی بهتر.

## تفاوت‌های اقتصاد سنتی و اقتصاد بودایی
میان اقتصاد سنتی و اقتصاد بودایی تعدادی تفاوت وجود دارد.
- اقتصاد سنتی بر نفع شخصی تمرکز میکند، در حالی که  دیدگاه بودایی با تغییر دادن مفهوم شخص به آناتا یا عدم وجود خود، آن را به چالش می‌کشد.همه چیزهایی که توسط حواس شخص درک می‌شوند در واقع «من» یا «مال من» نیستند و بنابراین، انسان‌ها باید خود را از این احساس رهاسازی کنند. اقتصاددانان بودایی معتقدند که نگرش مبتنی بر منافع شخصی و فرصت طلبانه در اخلاق همیشه شکست خواهد خورد. به گفته آنان، سخاوت یک مدل اقتصادی مناسب برای مبادله متقابل است، چرا که آدمیزاد مبادله‌گر است که با بازپرداخت بیش از آنچه به آنها داده می‌شود، متقابلاً به احساسات خود واکنش مثبت یا منفی نشان می‌دهند.[۱۳]
- اقتصاددانان سنتی به حداکثر رساندن سود به وسیله دستیابی به منافع فردی اهمیت می‌دهند، در حالی که اصل اساسی اقتصاد بودایی، به حداقل رساندن رنج (ضرر) برای همه موجودات زنده است. مطالعات انجام شده توسط اقتصاددانان بودایی نشان می‌دهد که انسان حساسیت بیشتری به ضرر نسبت به سود دارد و در نتیجه مردم باید بیشتر در کاهش ضرر تمرکز کنند.[۱۳]
- در تعبیر مفهوم میل نیز تفاوت وجود دارد. اقتصاد سنتی، ثروت مادی و میلی را ترغیب می‌کند که در آن افراد سعی دارند تا با اندوختن ثروت بیشتر، این اشتیاقات را ارضا کنند. در مقابل، در اقتصاد بودایی به ساده‌سازی امیال اهمیت داده می‌شود. به گفته اقتصاددانان بودایی، جدا از نیازهای اساسی مانند غذا، سرپناه، لباس و دارو، سایر نیازهای مادی باید به حداقل برسد. اقتصاددانان بودایی می‌گویند که اگر مردم به دنبال خواسته‌های بی‌معنی باشند، رفاه کلی کاهش می‌یابد. کم خواری به نفع شخص، جامعه ای که در آن زندگی می‌کند و به‌طور کلی طبیعت است.[۱۳]
- دیدگاه‌های بازاری نیز متفاوت هستند. در حالی که بسیاری از اقتصاددانان از به حداکثر رساندن بازارها تا حد اشباع طرفداری می‌کنند، هدف اقتصاددانان بودایی به حداقل رساندن خشونت است. اقتصاد سنتی «ذینفعان اولیه» را مانند نسلهای آینده و دنیای طبیعی در نظر نمی‌گیرد چرا که رأی آنها از نظر قدرت خرید مرتبط در نظر گرفته نمیشود. آنها بر این عقیده‌اند که سایر ذینفعان مانند افراد فقیر و حاشیه نشین به دلیل قدرت خرید نامناسب، کمتر تأثیر نمایندگی دارند و ترجیح با قوی‌ترین ذی‌نفع میباشد؛ بنابراین، آنها معتقدند که بازار یک مکان بدون جهت گیری نیست، بلکه واقعاً نماینده یک اقتصاد است. در نتیجه، اقتصاددانان بودایی طرفدار ahimsa یا عدم خشونت هستند. آهیمسا از انجام هر کاری که مستقیماً به خود یا دیگران صدمه میزند، جلوگیری می‌کند و برای حل مشکل‌ها سعی میکند راه حل‌های مشارکتی پیدا کند. کشاورزی مورد حمایت جامعه یکی از این نمونه های فعالیتهای اقتصادی مبتنی بر جامعه است. اقتصاددانان بودایی بر این باورند که کشاورزی تحت حمایت جامعه باعث ایجاد اعتماد، کمک به ایجاد جوامع مبتنی بر ارزش  و نزدیکی مردم را به زمین و منبع غذایی آنها است. دستیابی به این پایداری و عدم خشونت، مستلزم بازسازی پیکربندی‌های مسلط در تجارت مدرنی که آنها از آن حمایت می‌کنند، میباشد. این امر منجر به عدم تأکید بر حداکثر سازی سود به عنوان انگیزه نهایی و تأکید مجدد بر معرفی فعالیتهای اقتصادی اساسی سازگار با محل و در مقیاس کوچک می‌شود.[۱۳]
- اقتصاددانان سنت‌گرا در تلاش هستند تا استفاده ابزاری را به حداکثر برسانند؛ در جایی که ارزش هر موجودی با سهم حاشیه‌ای آن در تولید تعیین می‌شود، در حالی که اقتصاددانان بودایی معتقدند که ارزش واقعی موجودیت نه تحقق یافته است و نه به آن اهمیت داده می‌شود. اقتصاددانان بودایی تلاش می‌کنند تا استفاده ابزاری را کاهش دهند و سازمانهای مراقبتی را تشکیل دهند که بابت اعتماد در بین مدیران، همکاران و کارمندان پاداش دریافت میکنند.[۱۳]
- اقتصاددانان سنتی معتقدند که بزرگتر بهتر و بیشتر بیشتر است، در حالی که اقتصاددانان بودایی معتقدند که کوچک زیباست و کمتر نیز بیشتر است.[۱۳]
- اقتصاد سنتی به تولید ناخالص ملی اهمیت می‌دهد در حالی که اقتصاد بودایی به شادمانی ناخالص ملی اهمیت می‌دهد.[۱۴]

## عقاید دیگر
اقتصاددانان بودایی بر این عقیده‌اند که تا زمانی که کار برای کارگران یک کارخانه تولید ازکارافتادگی محسوب شود، و کارگران برای کارفرمایان یک عنصر حیاتی تلقی شوند، نمی‌توان به ظرفیت واقعی کارگران و کارفرمایان دست یافت. در چنین شرایطی، کارکنان همیشه درآمد بدون اشتغال و کارفرمایان همیشه تولید بدون استخدام کارمندان را ترجیح می‌دهند.
به گفته آنها، مردم نه به دلیل ثروت بلکه به دلیل وابستگی آنها به ثروت، قادر به احساس آزادی و رهایی نیستند. به همین ترتیب، آنها می‌گویند که اشتیاق به زرق و برق‌های دلپذیر و نه لذت بردن از آنها است که انسان را عقب نگه می‌دارد.
اقتصاددانان بودایی اعتقادی به اندازه‌گیری سطح زندگی بر اساس میزان مصرف ندارند، زیرا از نظر آنها، دستیابی به حداکثر رفاه در نتیجه حداقل مصرف مهمتر از کسب حداکثر رفاه از حداکثر مصرف است؛ بنابراین، آنها احساس می‌کنند که مفهوم «بهتر بودن» به دلیل میزان بیشتر مصرف، معیار واقعی خوشبختی نیست.
اقتصاد بودایی همچنین به منابع طبیعی، تجدیدپذیر و تجدید ناپذیر اهمیت می‌دهد. آنها احساس می‌کنند که منابع غیر تجدیدپذیر باید فقط در مواقع مورد نیاز و همچنین با نهایت دقت مورد استفاده قرار گیرند و با برنامه‌ریزی خیلی دقیقی از آن‌ها استفاده می‌کنند. آنها معتقدند که استفاده بی‌رویه از آنها خشونت‌آمیز است و با اعتقاد بودائیان به عدم خشونت، سازگار نیست. به گفته آنها، اگر کل مردم برای وجود خود به منابع تجدید ناپذیر نیاز داشته باشند، آنها رفتار انگل‌گونه‌ای دارند و به جای درآمد، کالاهای سرمایه ای را شکار می‌کنند. علاوه بر این، آنها احساس می‌کنند که این توزیع ناعادلانه و بهره‌برداری روزافزون از منابع طبیعی، منجر به خشونت بین انسان‌ها خواهد شد.
آنها همچنین بر این باورند که رضایت، لزوماً فقط در صورت بازپس گرفتن چیزی قابل لمس در ازای اهدا کردن چیزدیگر یا به ازای دست آوری مادی حاصل نمی‌شود، همان‌طور که در اقتصاد مدرن نیز بیان شده‌است. آنها می‌گویند که احساس رضایت حتی در صورت جدا شدن از چیزی بدون بدست آوردن چیز ملموس دیگری به ازای آن، حاصل می‌شود. به عنوان مثال، کسی که به عزیزان خود فقط به این دلیل که می‌خواهند خوشبخت باشد، هدیه می‌دهد.
اقتصاددانان بودایی معتقدند که تولید، اصطلاحی بسیار گمراه کننده است. به گفته آنها، برای تولید چیزی جدید، شکل قدیمی آن باید از بین برود؛ بنابراین، تولید و مصرف مکمل یکدیگر می‌شوند. با توجه به این موضوع که آنها در موارد خاص از عدم تولید حمایت می‌کنند زیرا وقتی فردی چیزهای مادی کمتری تولید می‌کند، بهره‌برداری از منابع طبیعی را کاهش می‌دهد و به عنوان یک شهروند مسئول و آگاه زندگی می‌کند.